# Bombylius canadensis
Bombylius canadensis är en tvåvingeart som beskrevs av Charles Howard Curran 1933. Bombylius canadensis ingår i släktet Bombylius och familjen svävflugor. Inga underarter finns listade i Catalogue of Life.